# كأس فرنسا 2005–06
كأس فرنسا 2005–06 (بالفرنسية: Coupe de France de football 2005-2006)‏ هو الموسم 89 من كأس فرنسا. أشرف على تنظيمه اتحاد فرنسا لكرة القدم، وفاز فيه باريس سان جيرمان.